# Пежо, Арман
Арма́н Пежо́ (фр. Armand Peugeot; 18 июня 1849 года — 4 февраля 1915 года) — французский промышленник, пионер автомобильной промышленности и основатель французской фирмы «Пежо».

## Биография
Родился 18 июня 1849 года в округе Монбельяр в Восточной Франции. Его семья владела металлообрабатывающим бизнесом, выпускающим пружины, пилы, оправы для очков и другие вещи.
В 1872 году женился на Софи Леони Фалло. У пары было пятеро детей, но их единственный сын, Раймон, умер в 1896 году.
Арман был выпускником Центральной школы искусств и мануфактур, престижной инженерной школы в Париже. В 1881 году путешествовал по Англии, где увидел потенциал велосипедов и их производства.
С 1865 года Арман и его двоюродный брат Эжен стали участвовать в управлении компанией Peugeot Frères Aines. На Всемирной выставке 1889 года в Париже ими был представлен трёхколёсный велосипед на паровой тяге. Братья создали свой первый автомобиль в мастерской на востоке Франции.

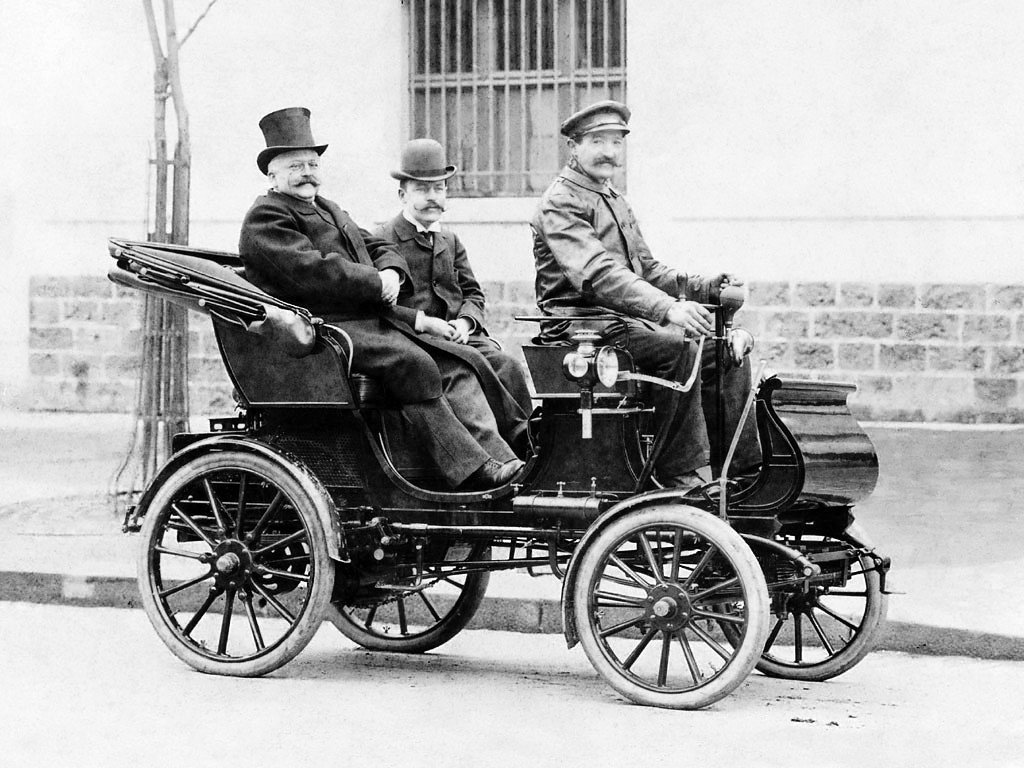
А. Пежо на Фаэтоне 28, 1900 год

К 1892 году компания называлась Les Fils de Peugeot Frères и выпускала автомобили с двигателями Даймлера. Арман хотел увеличить производство, а Эжен не хотел совершать необходимые инвестиции в компанию. В итоге, 2 апреля 1896 года Пежо основал собственную компанию Société Anonyme des Automobiles Peugeot. Он построил завод в округе Монбельяр, который занимается производством автомобилей с двигателем внутреннего сгорания.
В 1910 году, не имея наследников мужского пола, он договорился с Эженом об объединении компаний. Когда Арман отошёл от управления компанией в 1913 году, Пежо были крупнейшим производителем легковых автомобилей во Франции, производя 10 тысяч автомобилей в год.

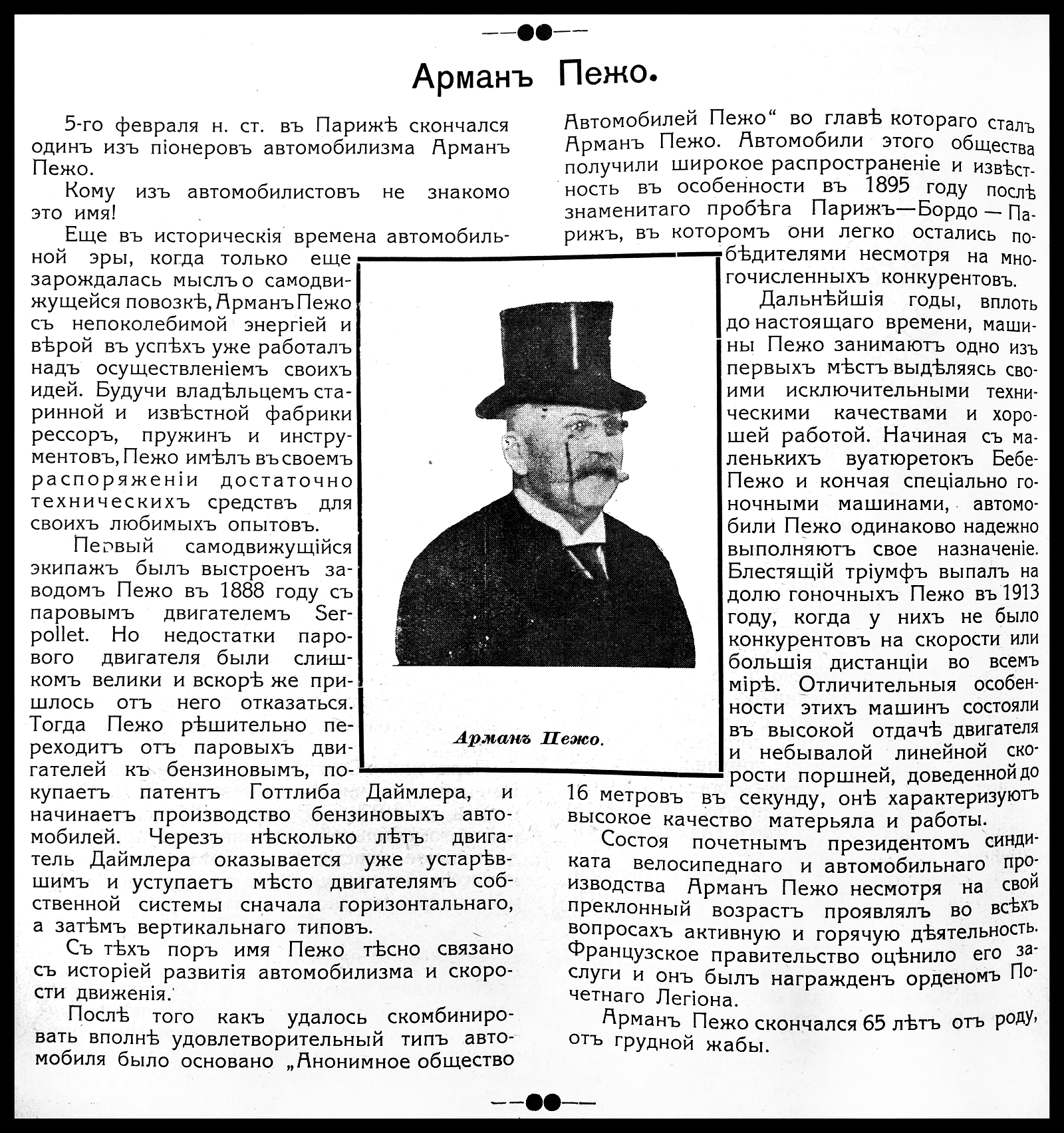
Некролог, 1915

Скончался 5 февраля 1915 года, похоронен в Париже на Пер-Лашез.
Внесён в Зал автомобильной славы в 1999 году.